# Histoire de Peshawar
 (août 2023).
La mise en forme du texte ne suit pas les recommandations de Wikipédia : il faut le « wikifier ».
Les points d'amélioration suivants sont les cas les plus fréquents. Le détail des points à revoir est peut-être précisé sur la page de discussion.
- Les titres sont pré-formatés par le logiciel. Ils ne sont ni en capitales, ni en gras.
- Le texte ne doit pas être écrit en capitales (les noms de famille non plus), ni en gras, ni en italique, ni en « petit »…
- Le gras n'est utilisé que pour surligner le titre de l'article dans l'introduction, une seule fois.
- L'italique est rarement utilisé : mots en langue étrangère, titres d'œuvres, noms de bateaux, etc.
- Les citations ne sont pas en italique mais en corps de texte normal. Elles sont entourées par des guillemets français : « et ».
- Les listes à puces sont à éviter, des paragraphes rédigés étant largement préférés. Les tableaux sont à réserver à la présentation de données structurées (résultats, etc.).
- Les appels de note de bas de page (petits chiffres en exposant, introduits par l'outil «  Source ») sont à placer entre la fin de phrase et le point final[comme ça].
- Les liens internes (vers d'autres articles de Wikipédia) sont à choisir avec parcimonie. Créez des liens vers des articles approfondissant le sujet. Les termes génériques sans rapport avec le sujet sont à éviter, ainsi que les répétitions de liens vers un même terme.
- Les liens externes sont à placer uniquement dans une section « Liens externes », à la fin de l'article. Ces liens sont à choisir avec parcimonie suivant les règles définies. Si un lien sert de source à l'article, son insertion dans le texte est à faire par les notes de bas de page.
- La présentation des références doit suivre les conventions bibliographiques. Il est recommandé d'utiliser les modèles {{Ouvrage}}, {{Chapitre}}, {{Article}}, {{Lien web}} et/ou {{Bibliographie}}. Le mode d'édition visuel peut mettre en forme automatiquement les références.
- Insérer une infobox (cadre d'informations à droite) n'est pas obligatoire pour parachever la mise en page.

Pour une aide détaillée, merci de consulter Aide:Wikification.
Si vous pensez que ces points ont été résolus, vous pouvez retirer ce bandeau et améliorer la mise en forme d'un autre article.
L'histoire de Peshawar est étroitement liée à celle du sous-continent indien. La région était connue sous le nom de Puruṣapura en sanskrit, ce qui signifie littéralement «ville des hommes». Comptant parmi les plus anciennes villes du sous-continent indien, Peshawar a été pendant des siècles un centre de commerce entre l'Asie occidentale, l'Asie centrale et le sous-continent indien.

## Histoire antique
Dans l'histoire écrite, la première grande ville établie dans la région de Peshawar s'appelait Puruṣapura (la ville des hommes), dont le nom actuel «Peshawar» est probablement dérivé. Elle était la capitale occidentale du Gandhara, après Pushkalavati,. Au IIe siècle avant notre ère, Peshawar était un centre d'études, comme en témoigne le manuscrit de Bakhshali – utilisant l'approximation mathématique de Bakhshali – trouvé à proximité. La région fut annexée par l'Empire perse achéménide. Puis la ville fut envahie par l'armée d'Alexandre le Grand. La ville passa sous le règne du successeur d'Alexandre, Seleucus I Nicator qui la céda à Chandragupta Maurya, le fondateur de l'empire Maurya. La chute des Mauryans permit aux Indo-Grecs d'établir leur domination sur la région. Les rois indo-grecs combinèrent les langues et les symboles grecs et indiens, comme on le voit sur leurs pièces de monnaie, et ont mélangé les anciennes pratiques religieuses grecques, hindoues et bouddhistes, comme on le voit dans les vestiges archéologiques de leurs villes et dans les indications de leur adhésion au bouddhisme, indiquant une riche fusion d'influences indiennes et hellénistiques. La diffusion de la culture indo-grecque eut une influence qui se sent toujours aujourd'hui, notamment à travers l'influence de l'art gréco-bouddhique.
Les Indo-Grecs disparurent à Peshawar en tant qu'entité politique au début du Ier siècle de notre ère (v. l'an 10) à la suite des invasions des Indo-Scythes, bien que des poches de populations grecques soient probablement restées pendant plusieurs siècles supplémentaires, sous le règne des Indo-Parthes et des Kouchans.
La ville appartient ensuite à l'Empire Kouchan. L'empereur Kanishka, qui règne à partir de 127, déplace sa capitale de Pushkalavati (actuel district de Charsadda, dans la vallée de Peshawar) à Gandhara (ville de Peshawar) au IIe siècle. Des missionnaires bouddhistes s'installent alors à Peshawar, védique et animiste, cherchant des faveurs et des responsabilités auprès des dirigeants Kouchan. Leurs enseignements sont adoptés par les monarques, qui se convertissent au bouddhisme, attribuant à la religion un statut important dans la ville. Peshawar est alors un centre d'enseignement bouddhiste majeur.
Le stupa géant de Kanishka à Peshawar, qui était peut-être le plus haut bâtiment du monde à l'époque, a été construit par le roi Kanishka pour abriter des reliques bouddhistes juste à l'extérieur de l'actuelle porte Ganj de la vieille ville de Peshawar. On disait que le stupa de Kanishka était une structure imposante, car on descendait des montagnes de l'Hindu Kush vers les plaines de Gandharan. Le premier récit du célèbre bâtiment a été documenté par Faxian, le pèlerin bouddhiste chinois, qui était également un moine ; après avoir visité la structure en l'an 400, il la décrit comme ayant plus de 40 chang de hauteur (environ 120 m) et paré «de toutes substances précieuses». Faxian poursuit : «De tous les stûpas et temples vus par les voyageurs, aucun ne peut se comparer à celui-ci pour la beauté de la forme et de la force.»[réf. nécessaire] Le stupa est détruit par la foudre par la suite par la foudre, mais est réparé plusieurs fois ; il existait encore au moment de la visite de Xuanzang en 634 apr. J.-C. Un cercueil orné de bijoux contenant des reliques du Bouddha Gautama, et une inscription identifiant Kanishka comme le donateur, existait à la base en ruine de ce stupa géant - le cercueil a été fouillé, par une équipe supervisée par le Dr D.B. Spooner en 1909, à partir d'une chambre sous le centre même de la base du stupa.

## Histoire médiévale
Les Pachtounes bouddhistes, hindous et zoroastriens commencent à se convertir à l'islam après la colonisation du Khurasan par l'Empire arabo-musulman (dans ce qui est à présent l'Afghanistan, le Turkménistan et le nord-est de l'Iran ). Les Shahis de Kaboul gouvernent la vallée de Kaboul et le Gandhara (Pakistan et Afghanistan modernes) depuis le déclin de l'empire Kouchan au IIIe siècle jusqu'au début du IXe siècle de notre ère.
Les Shahis sont généralement divisés en deux époques : les Shahis bouddhistes et les Shahis hindous, le changement ayant eu lieu vers 870 de notre ère. Le royaume était connu sous le nom de Kaboul Shahan ou Ratbelshahan de 565 à 670, lorsque les capitales étaient situées à Kapisa et Kaboul, et plus tard Udabhandapura, également connue sous le nom de Hund, pour sa nouvelle capitale,,.
Les Shahis hindous sous Jayapala sont connus pour leurs luttes dans la défense du royaume contre les Ghaznavids, dans la région actuelle de l'est de l'Afghanistan et du Pakistan. Jayapala voit dans la consolidation des Ghaznavides une menace directe et envahi leur capitale de Ghazni à la fois sous le règne de Sebuktigin et sous celui de son fils Mahmud ; ce qui à son tour initia des guerres musulmanes Ghaznavides et Shahi contre les hindous. Sebuk Tigin, cependant, vainc et le régent Jayapala est contraint de payer une indemnité. Jayapala refusant, les affrontements reprennent et il perd le contrôle de toute la région entre la vallée de Kaboul et l'Indus.

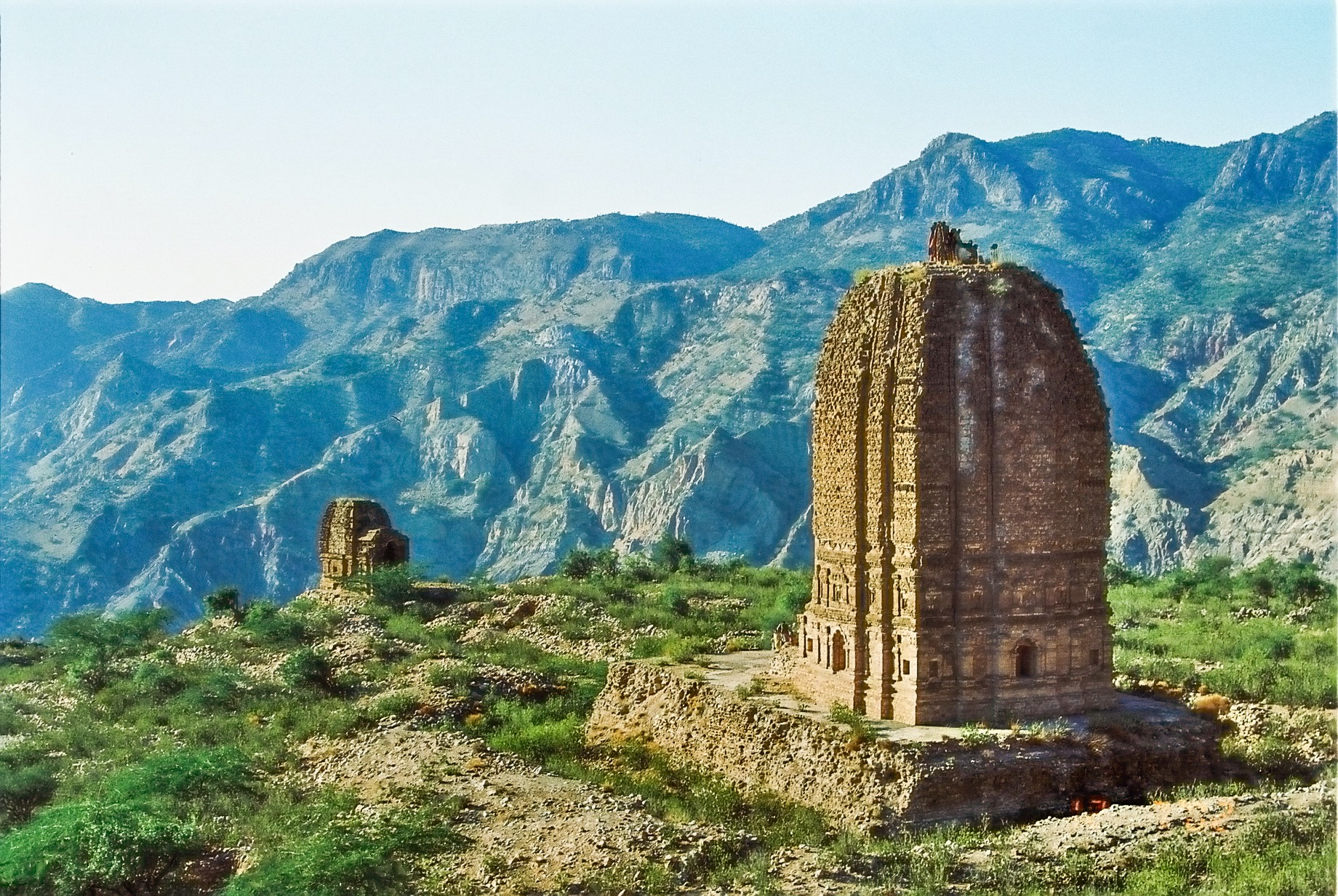
Le complexe du temple hindou Amb a été construit entre le VIIe et le IXe siècle de notre ère sous le règne de l' empire hindou Shahi.

Avant le début de la lutte de Jayapala, il avait levé une grande armée de punjabis. Lorsque Jayapala se rendit dans la région du Pendjab, son armée fut portée à 100 000 cavaliers et plusieurs dizaines de milliers de fantassins. Selon Ferishta :

« The two armies having met on the confines of Lumghan, Subooktugeen ascended a hill to view the forces of Jayapala, which appeared in extent like the boundless ocean, and in number like the ants or the locusts of the wilderness. But Subooktugeen considered himself as a wolf about to attack a flock of sheep: calling, therefore, his chiefs together, he encouraged them to glory, and issued to each his commands. His soldiers, though few in number, were divided into squadrons of five hundred men each, which were directed to attack successively, one particular point of the Hindoo line, so that it might continually have to encounter fresh troops. »

Cependant, cette armée ne tint pas dans la bataille contre les forces occidentales, en particulier contre le jeune Mahmud de Ghazni. En l'an 1001, peu de temps après l'arrivée au pouvoir du sultan Mahmud et son occupation par les Qarakhanides au nord de l'Hindou Koush, Jayapala attaqua à nouveau Ghazni et ce après avoir subi une nouvelle défaite face aux puissantes forces ghaznavides, près de l'actuel Peshawar. Après la bataille de Peshawar, il se suicida car ses sujets pensaient qu'il avait apporté le désastre et la disgrâce aux Shahis.
Jayapala fut remplacé par son fils Anandapala qui, avec d'autres générations successives de Shahis, prit part à diverses campagnes infructueuses contre l'avancée des Ghaznavides. Pendant cette période, les dirigeants hindous et la vaste population hindoue s'exilèrent dans les collines du Cachemire Siwalik.

## Début de l'histoire moderne

### Pachtounes et mogholes (1451–1758)
Peshawar était un centre régional du nord-ouest de l'empire Pashtun Lodi, fondé par Bahlul Lodi en 1451 et centré à Delhi. Peshawar fut également incorporée dans les domaines moghols au milieu du XVIe siècle. Le fondateur de la dynastie moghole qui allait conquérir l'Asie du Sud, Babur – originaire d'Ouzbékistan – arrive à Peshawar et fonde une ville appelée Bagram, où il reconstruit un fort en 1530.
L'empereur pachtoun Sher Shah Suri, transforme Peshawar lorsqu'il fait construire une route Delhi-Kaboul, comme une extension nord-ouest de la Grand Trunk Road à travers le col de Khyber et Peshawar au XVIe siècle. Plus tard, le petit-fils de Babur, Akbar le Grand, donne le nom Peshawa à la ville, signifiant «La Place à la Frontière» ou «Près de l'Eau»[réf. nécessaire] et élargi les bazars et les fortifications.
Les technocrates musulmans, les bureaucrates, les soldats, les commerçants, les scientifiques, les architectes, les enseignants, les théologiens et les soufis affluèrent du reste du monde musulman vers ce sultanat et beaucoup s'y installèrent.
Khushal Khattak, le poète guerrier pachtoune, naquit près de Peshawar et sa vie fut intimement liée à la ville. En tant que défenseur de l'indépendance afghane, il était un ennemi implacable des dirigeants moghols, en particulier d'Aurangzeb.[réf. nécessaire] Les ancêtres et descendants de la famille de Khushal Khattak régnèrent sur la vallée de Peshawar en formant une alliance avec l'empire moghol jusqu'à ce que les choses deviennent critiques et que Khushal dut abandonner le pouvoir à l'époque d'Aurangzeb.

### Maratha Peshawar (1758-1759)
Les Marathas ont vaincu la tribu pachtoune Durranis lors de la bataille de Peshawar de 1758, dans le cadre de la campagne du Nord-Ouest après avoir été invités par Adina Beg, la gouverneure du Pendjab. Lorsque Raghunathrao, Malhar Rao Holkar et l'alliance sikh de Charat Singh et Jassa Singh Ahluwalia quittèrent Peshawar, Tukoji Rao Holkar fut nommé commandant de la région. Tukoji et Khandoji Kadam vainquirent la garnison afghane.

### Durranis (1759–1818)
Alors que le pouvoir moghol déclinait en 1747, à la suite d'une jirga, Peshawar rejoint l'empire pachtoune Durrani d'Ahmad Shah Durrani.
Pendant cette période conflictuelle, elle fut attaquée et prise par l'Empire Maratha (Inde de l'ouest) qui conquit Peshawar le 8 mai 1758. Une grande armée Pachtoune sous Ahmad Shah Durrani reprend Peshawar au début de 1759. Peshawar reste sous domination Durrani jusqu'à la conquête par les Sikhs en 1818.
En 1776, le fils d'Ahmad Shah, Timur Shah Durrani, choisit Peshawar comme capitale d'hiver et le fort Bala Hissar à Peshawar est alors utilisé comme résidence royale.
Les Pachtounes de Peshawar participent à des incursions armées en Asie du Sud pendant l'empire Durrani. Peshawar reste la capitale d'hiver jusqu'à ce que les Sikhs du Pendjab accèdent au pouvoir au début du XIXe siècle.

### Conquête sikhe (1818–1849)
Pendant presque un siècle, Peshawar fut contrôlée par des dynasties afghanes, mais elle fut prise par l'empire sikh du Pendjab en 1818. L'arrivée d'un parti dirigé par l'explorateur britannique et ancien agent de la Compagnie des Indes orientales, William Moorcroft, fut perçue comme un avantage, tant dans les relations avec Kaboul que pour se protéger contre les sikhs de Lahore. Moorcroft continua à Kaboul en compagnie de chevaux Peshawari et de là jusqu'à l'Hindou Koush. En 1818, Peshawar fut capturée par Maharaja Ranjit Singh et paya un tribut jusqu'à ce qu'elle soit finalement annexée de plein droit en 1834 par les Sikhs, après quoi une partie de la ville est tomba dans un déclin abrupt. Reflétant ce changement d'ordre culturel, social et politique, de nombreuses mosquées et jardins célèbres de Peshawar furent détruits par les Sikhs. Un Italien fut nommé par les Sikhs comme administrateur. Agissant au nom des Sikhs, Paolo Avitabile fit régner la peur - son séjour à Peshawar est connu comme une période de «potence et de gibets». Le célèbre Mahabat Khan de la ville, construit en 1630 dans le bazar des bijoutiers, fut largement endommagé et profané par les sikhs.
La ville connaît néanmoins des développements durant cette période : le Gurdwara Bhai Joga Singh et le Gurdwara Bhai Beeba Singh furent construits dans la ville par Hari Singh Nalwa pour accueillir l'afflux d'immigrants sikhs du Pendjab. Alors que la population sikh de la ville a considérablement diminué après la partition de l'Inde, la communauté sikh de Peshawar se rétablit, renforcée par des réfugiés sikhs et par environ 4 000 réfugiés des zones tribales. En 2008, la plus grande population sikhe du Pakistan était située à Peshawar. Les sikhs de Peshawar s'identifient comme Pachtounes et parlent l'hindko et le pachto.

### Tentatives de reconquêtes afghanes
En 1835, une tentative de réoccupation de la ville par un émir afghan – Dost Mohammad Khan – ne réussit pas à conquérir cette place forte de l'empire sikh. Même en 1837, les Afghans ne purent conquérir le fort de Jamrud, ni s'emparer de Peshawar.
Ce fut la dernière tentative des Afghans pour prendre possession de Peshawar, après quoi ils se retirèrent à Jalalabad,. À la suite de cet épisode, Peshawar fut annexée par la Compagnie britannique des Indes orientales après la mort du maharaja Ranjit Singh lors de la deuxième guerre anglo-sikhe de 1849[réf. nécessaire].

## Colonisation britannique (1849-1947)

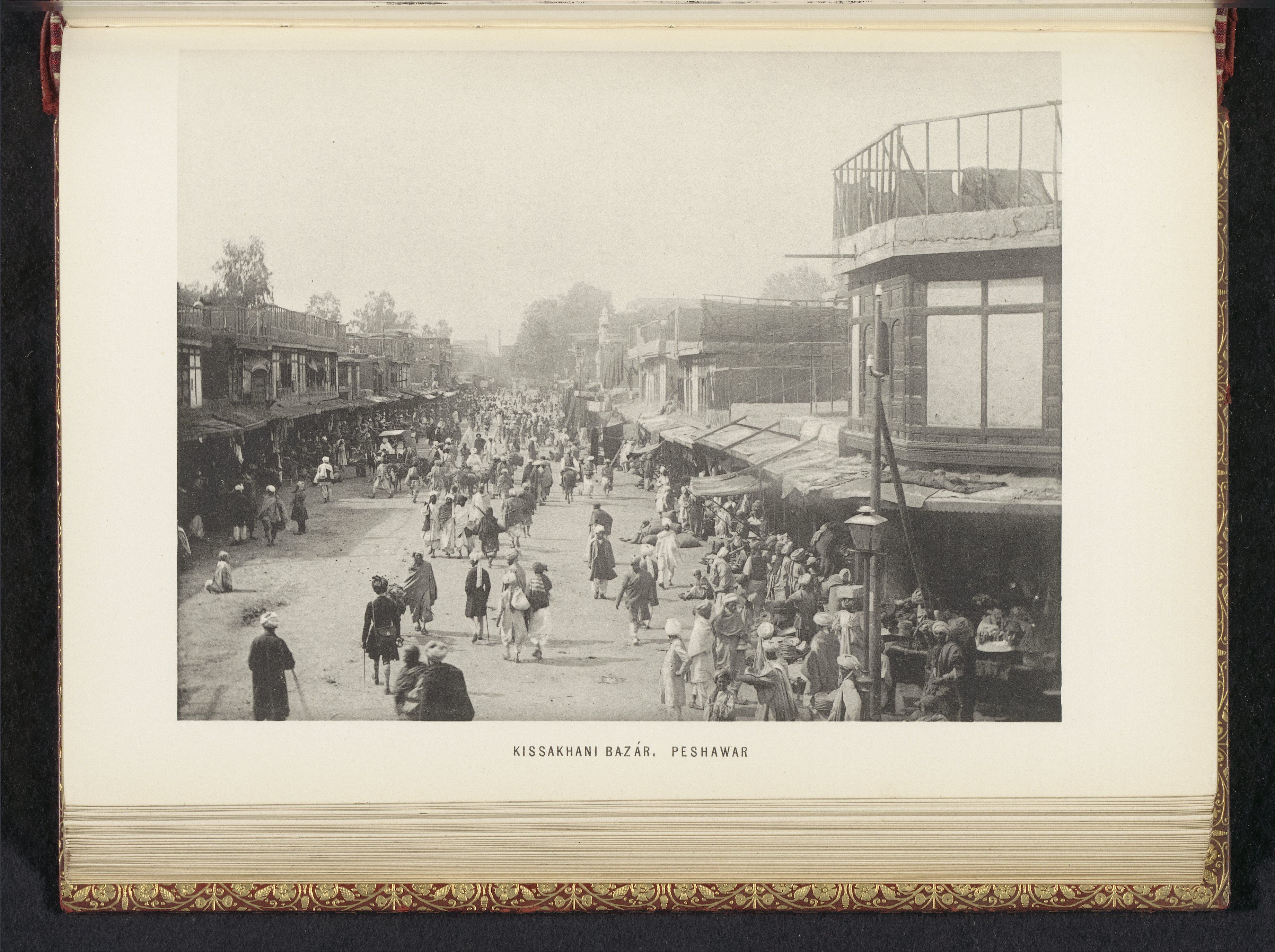
Bazar de Qissa Khwani, Peshawar, vers 1890–1895.

Après la défaite des Sikhs lors de la deuxième guerre anglo-sikhe en 1849, des territoires du Pendjab furent annexés par la British East India Company. Lors de la rébellion cipaye de 1857, les 40 000 membres de la garnison indigène sont désarmés sans effusion de sang ; l'absence de brutalité signifiait que Peshawar n'était pas affectée par la dévastation généralisée vécue dans le reste de l'Inde britannique et les chefs locaux se rangent relativement facilement du côté des Britanniques après l'incident. Le contrôle britannique reste confiné à l'intérieur des murs de la ville alors que de vastes régions de la province frontalière à l'extérieur de la ville étaient revendiquées par le Royaume d'Afghanistan.
Les vastes zones montagneuses à l'extérieur de la ville n'ont été cartographiées qu'en 1893 par Sir Mortimer Durand, secrétaire aux Affaires étrangères du gouvernement indien britannique, qui  délimite une frontière britannique, avec le dirigeant afghan de l'époque, Abdur Rahman Khan.
Les Britanniques aménagèrent le vaste cantonnement de Peshawar à l'ouest de la ville en 1868 et firent de la ville leur quartier général frontalier. De plus, plusieurs projets furent lancés à Peshawar, notamment la liaison de la ville par chemin de fer au reste de l'Inde britannique et la rénovation de la mosquée Mohabbat Khan, profanée par les sikhs quelques années plus tôt. Les Britanniques construisirent également la tour de l'horloge de Cunningham, pour célébrer le jubilé d'or de la reine Victoria, et, en 1906, le Victoria Hall fut inauguré (aujourd'hui siège du musée de Peshawar) à la mémoire de la reine Victoria. Les Britanniques ont largement imposé la mise en place d'une éducation de style occidental à Peshawar avec la création du Edwardes College et de l' Université Islamia College en 1901 et 1913, respectivement – ceux-ci ont été créés en plus de nombreuses autres écoles, dont beaucoup sont gérées depuis par l'Église anglicane. Pour une meilleure administration de la région, Peshawar et les districts adjacents ont été séparés de la province du Pendjab en 1901.
Des émeutes communautaires éclatèrent dans la vieille ville de Peshawar au printemps 1910, lorsque le festival hindou annuel de Holi coïncida avec Mawlid (Barawafat), le jour de deuil musulman annuel, entraînant des pertes considérables ainsi que de nombreux pillages et blessés . Un mois auparavant, en février 1910, d'éminents chefs religieux de la communauté rencontraient des responsables et convenaient que Holi ne serait célébrée que dans les quartiers à prédominance hindoue de la ville, notamment à Andar Shehr et Karim Pura. Le 21 mars 1910, cependant, des rumeurs selon lesquelles des musiciens d'Amritsar et un danseur de Haripur auraient été amenés dans la ville pour les célébrations de Holi, ont conduit un groupe d'individus qui marquaient Barawafat à former une foule avec le intention d'arrêter le cortège. Bien que des dignitaires musulmans et hindous aient appelé au calme, les deux communautés s'affrontent à la porte Asamai, alors que la procession Holi était en route vers le temple sikh Dargah Pir Ratan Nath Jee ; dans le chaos des altercations, un membre de la procession hindoue poignarda un musulman. Des émeutes s'ensuivèrent pendant trois jours, impliquant des individus des régions tribales périphériques qui étaient entrés dans la ville, avec une foule à Bara Bazar qui aurait scandé « Maro Hindu Ko » (Tuez les hindous). Les estimations détaillent que les émeutes ont causé un total de 451 magasins et maisons endommagés, appartenant principalement à des membres de la communauté hindoue, tandis qu'au moins 4 musulmans et 6 hindous ont été tués, ainsi que des centaines de blessés des deux communautés.
Peshawar est devenu un centre pour les intellectuels hindous et pachtounes. Les locuteurs de l'hindko, également appelés khaarian (« citadins » en pashto) ou hindkowans, représentaient la culture dominante pendant la domination britannique.
Peshawar fut le théâtre d'un mouvement de résistance non violent dirigé par Ghaffar Khan, un disciple de Mohandas Gandhi. En avril 1930, Khan dirigea un grand groupe d'habitants dans une manifestation pacifique au bazar de Qissa Khawani, contre les lois discriminatoires qui avaient été promulguées par le gouvernement colonial – des centaines de personnes furent tuées lorsqu'un détachement de l'armée indienne britannique ouvrit le feu sur les manifestants. Cet événement est à présent connu sous le nom de massacre de Quissa Kwani.

## Histoire post-indépendance
Après l'occupation soviétique de l'Afghanistan en 1979, Peshawar servit de centre politique pour les moudjahidines antisoviétiques et fut entourée d'immenses camps de réfugiés afghans. De nombreux réfugiés y sont restés pendant la guerre civile qui a éclaté après la défaite des Soviétiques en 1989, la création des talibans et l'invasion par les forces alliées à la fin de 2001.
Peshawar remplace Kaboul et Kandahar en tant que centre du développement culturel pachtoun pendant cette période tumultueuse. De plus, Peshawar a réussi à assimiler de nombreux réfugiés afghans pachtouns avec une relative facilité, tandis que de nombreux autres réfugiés afghans sont restés dans des camps en attendant un éventuel retour en Afghanistan.
Peshawar continue d'être une ville qui relie le Pakistan à l'Afghanistan et est devenue une ville régionale importante au Pakistan et reste un point focal pour la culture pachtoune.